# Курсон Монтелуп
Курсон Монтелуп (фр. Courson-Monteloup) насеље је и општина у Француској у региону Париски регион, у департману Есон која припада префектури Палесо.
По подацима из 2011. године у општини је живело 601 становника, а густина насељености је износила 160,7 становника/km². Општина се простире на површини од 3,74 km². Налази се на средњој надморској висини од 100 метара (максималној 104 m, а минималној 72 m).

## Демографија
| 1962. | 1968. | 1975. | 1982. | 1990. | 1999. | 2011. |
| ----- | ----- | ----- | ----- | ----- | ----- | ----- |
| 145   | 146   | 209   | 302   | 461   | 586   | 601   |

График промене броја становника у току последњих година